# Fernando Rees
Fernando Rees, né le 4 janvier 1985 à São Paulo, est un pilote automobile brésilien. 

## Biographie
Après des débuts en karting, Fernando Rees s'engage sans succès en Formule Renault 2.0 en 2001 et 2002 puis en Formule 3 sudaméricaine en 2004. Il fait aussi une saison complète en Formula Renault 3.5 Series mais ne marque pas le moindre point.
Il commence une carrière en endurance en 2007 par une victoire avec Larbre Compétition lors de la course des Mil Milhas Brasil qui compte pour les Le Mans Series 2007. Il continue l'année suivante avec le Team Barazi-Epsilon dans la catégorie LMP2 avant de revenir avec succès en Grand Tourisme en 2010.
En 2012, il s'engage partiellement dans le Championnat du monde d'endurance FIA au sein de l'écurie Larbre Compétition.
En 2017, il participe au 24 Heures du Mans aux côtés de Christian Philippon et Romain Brandela.
En 2018, il met un terme à sa carrière de pilote en sport automobile.

## Palmarès
- Le Mans Series
  - Victoire dans la catégorie GT1 aux Mil Milhas Brasil en 2007
  - Victoire dans la catégorie GT1 aux 1 000 km d’Algarve, 1 000 km du Hungaroring et 1 000 km de Silverstone en 2010